# Élections infranationales boliviennes de 2015
Les élections infranationales boliviennes de 2015 ont eu lieu le 29 mars 2015. Environ 6 millions d'électeurs étaient conviés pour voter pour les autorités municipales et départementales de tout le pays, soit précisément les :
- gouverneurs des neuf départements de Bolivie;
- membres des assemblées législatives départementales de chaque département; 23 sièges de ces assemblées sont représentées par les communautés indigènes et sélectionnés selon des us et coutumes traditionnels lors des semaines qui précèdent les élections;
- maires et les conseillers des 339 municipalités;
- sous-gouverneurs provinciaux et les corrégidores municipaux (autorités exécutives) au Beni;
- exécutifs sectionnels de développement du département de Tarija;
- neuf membres de l'Assemblée régionale de la région autonome du Gran Chaco[1],[2].

Au total, 4 975 personnes sont élues à des postes électifs comme titulaires ou substituts.

## Résultats

### Gouverneurs
Le Mouvement vers le socialisme remporte six des neuf départements de la Bolivie, seuls ceux de La Paz, Santa Cruz et Tarija sont respectivement remportés par les partis Souveraineté et liberté, le Mouvement démocrate social et l'Unité départementale autonomiste.
Dans les départements du Beni et de Tarija, aucun candidat au poste de gouverneur n'a obtenu la majorité absolue, c'est pourquoi un second tour s'est tenu dans les deux départements le 3 mai 2015.
À noter qu'une décision du Tribunal suprême électoral du 20 mars 2015 a fait en sorte de considérer invalides toutes les candidatures de l'Unité démocrate (coalition formée du Mouvement démocrate social et du Front d'unité nationale) dans le département du Beni, en raison d'une entorse à la loi électorale liée à la diffusion de sondages électoraux. L'Unité démocrate, donnée favorite dans ce département, ne peut donc compter sur aucune candidature dans ce qui représentait son bastion. Le candidat du MAS, Alex Ferrier, est finalement élu au poste de gouverneur après un second tour serré.
| Parti                                                                           | Parti          | Votes     | Résultat | Candidats | Élus |
| ------------------------------------------------------------------------------- | -------------- | --------- | -------- | --------- | ---- |
| Mouvement vers le socialisme                                                    | MAS-IPSP       | 1 909 314 | 41,78 %  | 9         | 6    |
| Mouvement démocrate social                                                      | DEMOCRATAS     | 940 286   | 20,58 %  | 4         | 1    |
| Souveraineté et liberté                                                         | SOL-BO         | 673 244   | 14,73 %  | 1         | 1    |
| Front d'unité nationale                                                         | UN             | 145 931   | 3,19 %   | 3         | 0    |
| Mouvement nationaliste révolutionnaire                                          | MNR            | 145 017   | 3,17 %   | 6         | 0    |
| Unité départementale autonomiste                                                | UD-A           | 105 391   | 2,31 %   | 1         | 1    |
| Front pour la victoire                                                          | FPV            | 101 871   | 2,23 %   | 6         | 0    |
| Nous sommes tous Chuquisaca                                                     | CST            | 101 257   | 2,22 %   | 1         | 0    |
| Unis pour Cochabamba                                                            | UNICO          | 76 907    | 1,68 %   | 1         | 0    |
| Mouvement pour la souveraineté                                                  | MPS            | 63 941    | 1,40 %   | 1         | 0    |
| Mouvement originaire et populaire de Potosí                                     | POTOSI-MOP     | 53 287    | 1,17 %   | 1         | 0    |
| Nationalités autonomes par le changement et la prise de pouvoir révolutionnaire | NACER          | 49 214    | 1,08 %   | 1         | 0    |
| Nouveau pouvoir civique                                                         | NPC            | 47 220    | 1,03 %   | 1         | 0    |
| Tarija pour tous                                                                | TPT            | 31 310    | 0,69 %   | 1         | 0    |
| Participation populaire                                                         | PP             | 28 700    | 0,63 %   | 1         | 0    |
| Unité civique de solidarité                                                     | UCS            | 20 042    | 0,44 %   | 1         | 0    |
| Alliance sociale patriotique                                                    | ASP            | 18 513    | 0,41 %   | 1         | 0    |
| Force et espérance                                                              | FE             | 17 082    | 0,37 %   | 1         | 0    |
| Pando uni et digne                                                              | PUD            | 13 042    | 0,28 %   | 1         | 0    |
| Arriba Chuquisaca                                                               | ACH            | 11 427    | 0,25 %   | 1         | 0    |
| Front révolutionnaire de gauche                                                 | FRI            | 9 070     | 0,20 %   | 1         | 0    |
| Intégrité, sécurité et autonomie                                                | ISA            | 5 768     | 0,13 %   | 1         | 0    |
| Pouvoir amazonien social                                                        | PASO           | 1 142     | 0,02 %   | 1         | 0    |
| Votes valides                                                                   | Votes valides  | 4 569 946 | 88,10 %  | 32        | 9    |
| Votes blancs                                                                    | Votes blancs   | 357 210   | 6,89 %   |           |      |
| Votes nuls                                                                      | Votes nuls     | 260 780   | 5,03 %   |           |      |
| Total de votes                                                                  | Total de votes | 5 186 966 | 100,00 % |           |      |

### Maires
Le tableau suivant présente les maires élus par parti politique.
| Parti                                                                           | Candidats présentés | Maires élus | Villes significatives remportées                                                                  |
| ------------------------------------------------------------------------------- | ------------------- | ----------- | ------------------------------------------------------------------------------------------------- |
| Mouvement vers le socialisme                                                    | 339                 | 225         | Sucre, Potosí                                                                                     |
| Mouvement démocrate social                                                      |                     | 23          | Santa Cruz de la Sierra, Cochabamba et 21 autres municipalités, dans le département de Santa Cruz |
| Mouvement pour la souveraineté                                                  |                     | 14          | Toutes dans le département de La Paz                                                              |
| Mouvement nationaliste révolutionnaire                                          |                     | 11          | 9 dans le Beni et 4 dans Santa Cruz                                                               |
| Nationalités autonomes par le changement et la prise de pouvoir révolutionnaire |                     | 3           |                                                                                                   |
| Front d'unité nationale                                                         |                     | 2           | El Alto                                                                                           |
| Pando uni et digne                                                              |                     | 2           | Cobija                                                                                            |
| UNIR                                                                            |                     | 2           | Tarija                                                                                            |